# Shan George
Shan George (sinh ngày 21 tháng 4 năm 1970) là tên của một nữ diễn viên Nollywood (nền công nghiệp điện ảnh của Nigeria), ca sĩ, nhà sản xuất phim và còn là một đạo diễn người Nigeria. Trước khi xuất hiện trước công chúng lần đầu tiên trong bộ phim Thorns of Rose, bà đã xuất hiện trong một vở opera truyền hình dài kì tên là Winds of Destiny vào năm 1997. Bà được biết đến với vai diễn trong hai bộ phim tên là Outkast và Welcome to Nollywood.

## Lí lịch và sự nghiệp
Bà sinh ra ở Ediba, một thị trấn ở bang Cross River. Mẹ bà là người Nigeria, trong khi cha bà là người Anh.
Bà từng học tại trường đại học Lagos]] ở bang Lagos và tốt nghiệp với bằng truyền thông đại chúng. Bên cạnh đó, bà đã bắt đầu sản xuất một bộ phim đầu tay tên là All For Winnie vào năm cuối của chương trình học.
Năm 2010, Shan George cho phát hành một album âm nhạc đầu tay tên là Dance và nhận được nhiều nhận xét tích cực.
Hiện tại, bà đã có hai người con sau khi li hôn vài lần.
Ngoài ra, có một vấn đề gây tranh cãi rằng bà đã kết hôn lần đầu vào năm 1986, tức là năm bà 16 tuổi.

## Sản phẩm điện ảnh chọn lọc

### Opera dài kì
Winds Of Destiny
After The Storm

### Phim ảnh
Thorns Of Rose
All For Winnie
A Second Time
Outcast
Blood Diamonds
Welcome to Nollywood
Travails of Fate
Made in Heaven
General’s Wife
Wrong Number
My Sweat
London Forever
Super Zebraman
A Second Time
Grand Mother
Passionate Crime
One Good Man
Do Good